# Wereldbeker veldrijden 1994-1995
Het 2e Wereldbekerseizoen werd gereden in 1994-1995. De winnaar werd de Italiaan Daniele Pontoni. Het seizoen begon in het Zwitserse Wangen op 16 oktober en eindigde op 15 januari in het Franse Sablé-sur-Sarthe. Het seizoen telde dit jaar slechts 5 crossen.
De wereldbeker bestond uit de volgende categorie:
- Mannen elite

## Mannen elite

### Kalender en podia
| Datum      | Locatie             | Eerste            | Tweede              | Derde            |
| ---------- | ------------------- | ----------------- | ------------------- | ---------------- |
| 16/10/1994 | Wangen              | Dominique Arnould | Pavel Camrda        | Emmanuel Magnien |
| 13/11/1994 | Azzano Decimo       | Daniele Pontoni   | Paul Herygers       | Marc Janssens    |
| 10/12/1994 | Igorre              | Daniele Pontoni   | Jérôme Chiotti      | Paul Herygers    |
| 28/12/1994 | Azencross, Loenhout | Radomír Šimůnek   | Richard Groenendaal | Daniele Pontoni  |
| 15/01/1994 | Sablé-sur-Sarthe    | Dominique Arnould | Emmanuel Magnien    | Daniele Pontoni  |

### Eindklassement
| Pos. | Renner              | Punten |
| ---- | ------------------- | ------ |
| 1    | Daniele Pontoni     | 66     |
| 2    | Dominique Arnould   | 54     |
| 3    | Radomír Šimůnek     | 51     |
| 4    | Adrie van der Poel  | 48     |
| 5    | Jérôme Chiotti      | 40     |
| 6    | Emmanuel Magnien    | 37     |
| 7    | Danny De Bie        | 34     |
| 8    | Richard Groenendaal | 32     |
| 9    | Paul Herygers       | 28     |
| 10   | Beat Wabel          | 24     |

### Uitslagen
| #  | Naam               | Tijd     |
| -- | ------------------ | -------- |
| 1  | Dominique Arnould  | onbekend |
| 2  | Pavel Camrda       |          |
| 3  | Emmanuel Magnien   |          |
| 4  | Adrie van der Poel |          |
| 5  | Beat Wabel         |          |
| 6  | Andreas Buesser    |          |
| 7  | Jérôme Chiotti     |          |
| 8  | David Pagnier      |          |
| 9  | Marc Janssens      |          |
| 10 | Radomír Šimůnek    |          |

| #  | Naam                 | Tijd     |
| -- | -------------------- | -------- |
| 1  | Daniele Pontoni      | onbekend |
| 2  | Paul Herygers        |          |
| 3  | Marc Janssens        |          |
| 4  | Adrie van der Poel   |          |
| 5  | Danny De Bie         |          |
| 6  | Richard Groenendaal  |          |
| 7  | Radomír Šimůnek      |          |
| 8  | Peter Van Den Abeele |          |
| 9  | Jérôme Chiotti       |          |
| 10 | Luca Bramati         |          |

| #  | Naam                | Tijd     |
| -- | ------------------- | -------- |
| 1  | Daniele Pontoni     | onbekend |
| 2  | Jérôme Chiotti      |          |
| 3  | Paul Herygers       |          |
| 4  | Adrie van der Poel  |          |
| 5  | Radomír Šimůnek     |          |
| 6  | Peter Van Santvliet |          |
| 7  | Danny De Bie        |          |
| 8  | Jiri Pospisil       |          |
| 9  | Wim de Vos          |          |
| 10 | Thomas Frischknecht |          |

| #  | Naam                 | Tijd     |
| -- | -------------------- | -------- |
| 1  | Radomír Šimůnek      | onbekend |
| 2  | Richard Groenendaal  |          |
| 3  | Daniele Pontoni      |          |
| 4  | Danny De Bie         |          |
| 5  | Peter Van Den Abeele |          |
| 6  | Peter Van Santvliet  |          |
| 7  | Dominique Arnould    |          |
| 8  | Adrie van der Poel   |          |
| 9  | Jérôme Chiotti       |          |
| 10 | Luca Bramati         |          |

| #  | Naam                | Tijd     |
| -- | ------------------- | -------- |
| 1  | Dominique Arnould   | onbekend |
| 2  | Emmanuel Magnien    |          |
| 3  | Daniele Pontoni     |          |
| 4  | Adrie van der Poel  |          |
| 5  | Radomír Šimůnek     |          |
| 6  | Wim de Vos          |          |
| 7  | Jérôme Chiotti      |          |
| 8  | Beat Wabel          |          |
| 9  | Richard Groenendaal |          |
| 10 | Luca Bramati        |          |

Kampioenschappen:  Wereldkampioenschappen · 
 Belgische kampioenschappen · 
 Nederlandse kampioenschappen
Klassementen:  Wereldbeker · 
 Superprestige · 
 GvA Trofee · 
 Challenge national
1993-1994 · 1994-1995 · 1995-1996 · 1996-1997 · 1997-1998 · 1998-1999 · 1999-2000 · 2000-2001 · 2001-2002 · 2002-2003 · 2003-2004 · 2004-2005 · 2005-2006 · 2006-2007 · 2007-2008 · 2008-2009 · 2009-2010 · 2010-2011 · 2011-2012 · 2012-2013 · 2013-2014 · 2014-2015 · 2015-2016 · 2016-2017 · 2017-2018 · 2018-2019 · 2019-2020 · 2020-2021 · 2021-2022 · 2022-2023 · 2023-2024 · 2024-2025